# Beaches
Beaches és una pel·lícula estatunidenca dirigida per Garry Marshall, estrenada el 1989.

## Argument
La pel·lícula explica la vida de dues amigues, Cecilia Carol (C.C.) Bloom i Hillary Whitney,
que es van conèixer en una platja d'Atlantic City.

## Repartiment
- Bette Midler: Cecilia 'CC' Carol Bloom
- Barbara Hershey: Hillary Whitney Essex
- John Heard: John Pierce
- Spalding Gray: Dr. Richard Milstein
- Lainie Kazan: Leona Bloom
- James Read: Michael Essex
- Grace Johnston: Victoria Cecilia Essex
- Mayim Bialik: Cecilia 'CC' Carol Bloom (amb 11 anys)
- Marcie Leeds: Hillary Whitney Essex (amb 11 anys)
- Carol Williard: Aunt Vesta
- Allan Kent: Mr. Melman
- Phil Leeds: Sammy Pinkers
- Lynda Goodfriend: Mrs. Myandowski
- Nikki Plant: Iris Myandowski

## Nominacions
- Oscar a la millor direcció artística per Albert Brenner